# Silanus
Silanus (sardinski: Silànos) je grad i općina (comune) u pokrajini Nuoru u regiji Sardiniji, Italija. Nalazi se na nadmorskoj visini od 432 metra i ima 2 142 stanovnika.
 Prostire se na 47,94 km². Gustoća naseljenosti je 45 st/km².
Susjedne općine su: Bolotana, Bortigali, Dualchi, Lei i Noragugume.